# Janusz Haren
Janusz Haren (ur. 18 października 1946 w Łodzi) – polski piłkarz, występujący na pozycji obrońcy.

## Życiorys
Jest wychowankiem ŁKS Łódź. W 1961 roku został wcielony do pierwszej drużyny, ale w lidze w barwach klubu zadebiutował dopiero w sezonie 1965/1966. Ogółem w barwach ŁKS zagrał w pięciu ligowych meczach, w których strzelił jednego gola. W 1968 roku zainteresowanie Harenem wykazywał Zawisza Bydgoszcz, jednakże piłkarz trafił wówczas ostatecznie do Legii Warszawa. W sezonie 1968/1969 Haren nie zagrał jednak żadnego spotkania w barwach pierwszej drużyny Legii. W 1969 roku został piłkarzem Widzewa Łódź. Z klubem tym awansował do trzeciej (1970) oraz drugiej (1972) ligi. W barwach Widzewa w drugiej lidze Haren rozegrał 88 meczów. W sezonie 1974/1975 Haren był kapitanem Widzewa, który awansował wówczas do pierwszej ligi.
Po zakończeniu sezonu wraz z żoną i synem wyemigrował do Kopenhagi do dzielnicy Østerbro, gdzie mieszkała wówczas jego siostra. Po podjęciu pracy w zakładzie wulkanizacyjnym rozpoczął treningi w B 93. W sezonie 1975 nie był uprawniony do gry w pierwszej drużynie, rozgrywając za to osiem spotkań w drużynie rezerw. Po uzyskaniu stosownego pozwolenia z DBU został włączony do pierwszego zespołu na sezon 1976. W 1. division zadebiutował w pierwszej kolejce sezonu w wygranym 2:0 spotkaniu z Næstved IF. W sezonie 1976 Haren był podstawowym zawodnikiem klubu, rozgrywając 28 meczów, z czego 27 w podstawowym składzie. Po zakończeniu sezonu, mimo otrzymania oferty z Holandii zakończył karierę piłkarską i kontynuował pracę w zakładzie wulkanizacyjnym.

## Życie prywatne
Jest żonaty z Teresą, a jego synami są Piotr i Robert. Piotr był piłkarzem (m.in. reprezentantem Danii U-21), a Robert pracuje jako grafik. Dwoje spośród jego wnucząt – Lucas i Rebecca – są piłkarzami. Mieszka wraz z żoną w Kopenhadze, w Brønshøj.

## Statystyki ligowe
| Sezon     | Klub           | Liga        | Mecze | Gole |
| --------- | -------------- | ----------- | ----- | ---- |
| 1961      | ŁKS Łódź       | I liga      | 0     | 0    |
| 1962      | ŁKS Łódź       | I liga      | 0     | 0    |
| 1962/1963 | ŁKS Łódź       | I liga      | 0     | 0    |
| 1963/1964 | ŁKS Łódź       | I liga      | 0     | 0    |
| 1964/1965 | ŁKS Łódź       | I liga      | 0     | 0    |
| 1965/1966 | ŁKS Łódź       | I liga      | 4     | 1    |
| 1966/1967 | ŁKS Łódź       | I liga      | 0     | 0    |
| 1967/1968 | ŁKS Łódź       | I liga      | 1     | 0    |
| 1968/1969 | Legia Warszawa | I liga      | 0     | 0    |
| 1969/1970 | Widzew Łódź    | IV liga     | ?     | ?    |
| 1970/1971 | Widzew Łódź    | III liga    | ?     | ?    |
| 1971/1972 | Widzew Łódź    | III liga    | ?     | ?    |
| 1972/1973 | Widzew Łódź    | II liga     | 30    | 4    |
| 1973/1974 | Widzew Łódź    | II liga     | 30    | 5    |
| 1974/1975 | Widzew Łódź    | II liga     | 28    | 2    |
| 1975 (j)  | B 93           | 1. division | 0     | 0    |
| 1976      | B 93           | 1. division | 28    | 0    |